# イヴァン・ステヴァノヴィッチ
イヴァン・ステヴァノヴィッチ（Ivan Stevanović, セルビア語：Иван Стевановић, 1983年6月24日 - ）は、ユーゴスラビア（現・セルビア）出身のサッカー選手。ポジションはDF。主に右サイドバックでプレーをしている。

## 経歴
2003年から2006年までFKボラツ・チャチャクに在籍。59試合に出場し、2得点を記録した。2006年にOFKベオグラードへ移籍し、2年間で合計64試合に出場し、1得点を挙げている。2008年7月、パルチザン・ベオグラードへ移籍を果たし、2009年からはフランスのFCソショーへ移籍。
セルビア代表として、2007年11月24日のカザフスタン戦で代表初キャップを記録している。

## 所属クラブ
- FKボラツ・チャチャク 2003-2006
- OFKベオグラード 2006-2008
- パルチザン・ベオグラード 2008-2009
- FCソショー 2009-2011
  -  パルチザン・ベオグラード 2010-2011 (loan)